# Кобозєв Микола Степанович
Микола Степанович Кобозєв (варіанти прізвища: Кобизєв, Кобезєв, Кобзєв; 6 грудня 1793 р., Бахмут — 2 березня 1866 р., Бердянськ) — один із засновників і перший міський голова міста Бердянська, купець Першої гільдії (з 1841 р.), потомствений почесний громадянин Бердянська (з 22 лютого 1851 р.), найбільший азовський рибопромисловець першої половини ХІХ ст.

## Життєпис

### Походження
Микола Степанович Кобозєв народився 6 грудня 1793 року в Бахмуті в родині рибопромисловця, купця 3-ї гільдії Стефана Васильєва сина Кобозєва з курської гілки дворянського роду Кобузєвих. Пращур Стефана Кобозєва, городовий син боярський Наум Іванов син Кобозєв (Кобизєв), згадується в 1636 році у розбірній десятні міста Курська з окладом у 150 чвертей. Данило Наумов син Кобозєв, боярський син, згаданий у Дивній книзі Курська під 1652 роком. Незабаром він перейшов на пушкарську службу. У 1687 році замість Данила Наумова пушкарем служив його син Григорій. Брат Григорія, Минай Данилов син Кобозєв, переїхав до Бєлгорода. Онук Міная Кобозєва, Іван Никифоров син Кобозєв (1713—1788), став купцем у місті Бєлгороді. Його син, Василь Іванов син Кобозєв, (нар.. 1736) також був купцем. Стефан Васильєв син Кобозєв (1772 — після 1830) перебрався з Бєлгорода до Бахмута, а потім, після заснування міста Ногайська (нині Приморськ в Запорізькій області) в 1821 році, зайнявся там рибними промислами. Водночас, разом із купцем Іваном Четвериковим, Степан Кобозєв володів рибним промислом в районі гирла річки Берда, де ще з кінця XVIII ст. існувало рибальське поселення. Всього у батька Миколи Кобозєва було 12 човнів та 23 неводи. Також він займався промисловим вирощуванням твердих сортів пшениці, яку продавав за кордон, та володів виноградниками.

### Родина
Дружина: Ганна Іванівна. Дітей у Миколи Кобозєва не було. Після його смерті спадок розділили його брати та племінник Федір Дмитрович Тимченко — син його сестри Олександри .
Крім сестри, у Миколи Кобозєва було три брати: Іван, Олексій та Олександр .
Іван Степанович Кобозєв — купець Першої гільдії, потомствений почесний громадянин м. Керч, рибопромисловець. Був опікуном керченського Кушниковського інституту шляхетних дівчат . Стояв біля витоків керченського грязелікування. Володів маєтком у селищі Орта-Аул (Яковенкове). Дружина: Ганна Петрівна Митрова (1834—1895; за іншими даними: 1824—1894) — донька керченського міського голови, під час Кримської війни (1853—1856 рр.) організувала у своїй оселі шпиталь, за що була удостоєна звання почесного громадянина міста Керч . Сини: Володимир (1858—1897) та Олексій (пом. 1900), інженер-шляховик. Онук, Іван Олексійович Кобозєв, був відомим у Криму професором-окулістом .
Олексій Степанович Кобозєв — керченський купець. Його онука, Олександра, одружилася з Антоном Андрійовичем Дзевановським, санітарним лікарем зі старовинного польського шляхетського роду, другом Дмитра Ульянова-Леніна та брата російсько-польського генерала Вацлава Дзевановського .
Олександр Степанович Кобозєв мав сина Григорія, штабс-капітана .

## Діяльність

### Будівництво порту та внесок у розвиток міста Бердянська
Спочатку порт у північному Приазов'ї планувався у районі ногайської коси, поблизу с. Обітничне (нині місто Приморськ). У 1821 році було засновано м. Ногайськ . Обстеження шлейфу було доручено адміралу Олексію Грейгу, який послав з цією метою капітана другого рангу, майбутнього контр-адмірала Миколи Дмитровича Критського (1780—1834). Проте Критський рапортував у тому, що ногайська коса сильно поступається гирлу р. Берда. За наполягання Миколи Критського, для будівництва порту вибрали місце в районі бердянської коси.
Деякі дослідники вбачають що на перенесення місця запланованого порту до гирла р. Берди відіграв значну роль Микола Кобозєв. Сім'я Кобозєвих здавна займалася рибними промислами і продажем зерна за кордон. Тому, як підприємці були зацікавлені в будівництві порту на місці рибальського села, що їм належало. Справа в тому, що коса, де спочатку передбачався порт, належала графу Василю Орлову-Денісову. Микола Кобозєв, як і його батько, виступав активним пропагандистом будівництва порту саме у гирлі р. Берда. Коса в гирлі цієї річки на початку XIX в. була передана у розпорядження купцям Івану Четверикову та Стефану Кобозєву, батькові першого бердянського міського голови. У 1816 році вони отримали право одноосібного лову риби та видобутку солі з місцевих озер .
Сам Микола Кобозєв згодом мав на Обитковій косі рибний завод, за який платив власникам 300 рублів на рік. З 1851 по 1853 роки Микола Кобозєв також займався рибними промислами на Федотовій Косі, де орендарем сіножаті був вівцезаводчик Фрідріх Фальц-Фейн. Для того, щоб отримати права на ексклюзивний вилов риби на косі, Кобозєв запропонував таврійській палаті проєкт, що обґрунтовує вигоду для скарбниці від здачі узбережжя Федотової коси в оренду . У результаті торгів, Микола Кобозєв виявився єдиним рибопромисловцем Федотової коси. Його успіх на місцевій косі змусив Фрідріха Фальц-Фейна укласти з ним угоду про спільний вилов риби. У 1851 році, наприклад, вилов риби на косі становив 120 тисяч рублів асигнаціями . Проте вже 1853 року він став настільки низьким, що Микола Кобозєв втратив інтерес до коси і закинув тутешній промисел .
У 1825 році Микола Кобозєв, будучи ще купцем 3-ї гільдії, почав будівництво приватної дерев'яної пристані, яка була урочисто відкрита 1 липня 1830 року. До відкриття пристані Кобозєв привернув широку громадську увагу: було запрошено керч-єнікальського градоначальника Івана Стемпковського, зроблено публікації в губернських і столичних газетах . Паралельно, 1827 року в районі Бердянської бухти було виділено землю під будівництво державного порту. І лише 12 січня 1835 р. за участю Миколи Кобозєва було відкрито першу державну пристань, а в 1836 році в бухту майбутнього Бердянська увійшло перше іноземне судно. У 1833 році Микола Кобозєв встановив дерев'яний стовп із ліхтарем для навігації кораблів. Перший кам'яний маяк у Бердянську було поставлено 1838 р. під керівництвом керченського купця Карло Томазіні. З 1837 по 1864 ріу у 3,5 рази зросла кількість іноземних суден, що входили до бухти Бердянська, а обсяги експорту пшениці — в 11,5 разів. За вісім років з 1830 року населення міста виросло в 15 разів . Вже 1840 року в Бердянську налічувалося 14 іноземних представництв .
У 1820-ті роки на місці Бердянська були лише хатини рибалок і землянка митника. У 1841 року Миколу Кобозєва обрали міським головою. При ньому в Бердянську було збудовано перші кам'яні будинки. Місто змінилося до невпізнання. Промовистим свідченням вкладу Миколи Кобозєва у розвиток Бердянська може послужити зауваження А. Скальковського: «…бідна пристань стала тепер чудовим торговим ринком під ім'ям Бердянськ» .
У Ногайську Миколі Кобозєву належали десятки лавок. У сім'ї були великі володіння в Приазов'ї, де вони вирощували пшеницю на експорт. Микола Кобозєв зумів розвинути і розширити справу батька: він придбав 16 рибальських заводів, а також створив значний рибальський флот. Не маючи знань у кораблебудуванні та геометрії, Микола Кобозєв брав особисту участь у проєктуванні та будівництві свого першого двощоглового бригу — «Бердянська», який захоплював сучасників. Бриг «Бердянськ» був спущений на воду 14 квітня 1841 року і здійснив своє перше плавання до Константинополя. Бриг «Бердянськ» був здатний підняти вантаж до 246 тонн. Микола Кобозєв мріяв побудувати власну шхуну на англійський манер за надісланими Михайлом Воронцовим креслениками, проте Кримська війна не дала здійснитися його планам.
Микола Кобозєв за власний кошт збудував цвинтар і Миколаївську церкву (нині втрачену). Він також був одним із учасників будівництва Вознесенського собору, міського парку. У 1852 році міський голова Бердянська збудував у м. Єйськ два кам'яні будинки: один для сирітського притулку, а інший для поліції.

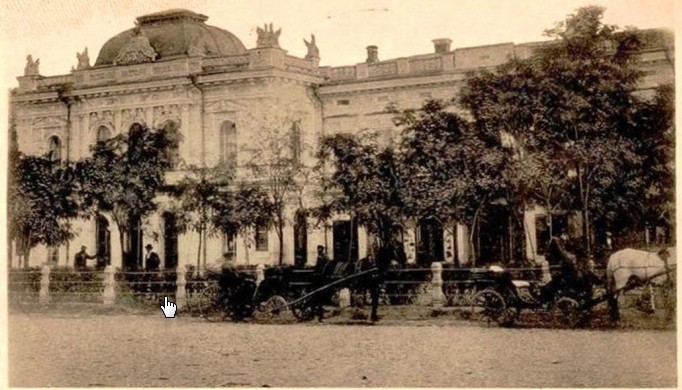
Бердянський Зимовий театр у 1900—1905 роках.

#### Зимовий театр
Микола Кобозєв за власний кошт побудував знаменитий колись бердянський Зимовий театр. Він був одним із найкращих у губернії. Він був відкритий 24 квітня 1849 року. Спочатку Кобозєв планував розмістити тут сімейну резиденцію, проте, вирішив віддати будинок в оренду. Так з'явився перший у Бердянську театр. У 1861 році в театрі відбулася перша вистава. Після смерті Кобозєва через борги його брати вирішили віддати театр місту. Будівля театру проіснувала до 1943 року, коли вона була спалена відступаючими німецькими військами . У 1960 році рештки стін зруйнованого театру були остаточно знесені. Наразі на місці театру знаходиться триповерхова будівля.

#### Хвилеріз
У 1852 році Бердянськ зазнав небувалої повені. Рівень води досягав 75 см. Містом можна було пересуватися лише на човнах. Було ухвалено рішення побудувати захисний хвилеріз, який би захищав місто та порт від стихії. Проте через Кримську війну 1853-56 рр. будівництво хвилерізу було відкладено до 1860-х років.
Микола Кобозєв виступав головним підрядником будівництва хвилерізу. Він організував роботи з доставки каменю. Будівництвом керував інженер штабс-капітан Роберт Петрович фон Дезін, брат адмірала Віліма Петровича фон Дезіна. За рекомендацією Кобозєва, було вирішено використати місцевий камінь із селищ Карнжегали та Нейгофнунг (Ольгіно, Осипенко).
За життя Миколи Кобозєва будівництво хвилерізу завершити не вдалося. Його продовжив О. Бєлічков за сприяння братів Миколи Кобозєва.

#### Участь у обороні Бердянська під час Кримської війни 1853—1856 років.
У 31 травня 1855 року англо-французька ескадра підійшла до Бердянської бухти, вимагаючи видачі провіанту. Бердянськ зазнав масованих бомбардувань. Миколі Кобозєву вдалося домовитися з колонією Нейгофнунг про квартирування жінок, дітей та старих людей до закінчення війни.
Кобозєв виступив ініціатором умисного затоплення кораблів, щоб перешкодити англо-французькому флоту у висадці у місті. В результаті він втратив 6 суден та один бриг (мабуть, «Бердянськ»), а також 14 рибальських заводів .
Проте роль Кобозєва та його мотивація у подіях тих років неоднозначна. Він серед деяких інших жителів міста підозрювався у колаборації з англійцями. У Михайла Воронцова на нього було заведено секретну справу .
Після закінчення війни міський голова Микола Кобозєв особисто організував відновлення 250 будинків.

## Нагороди
- Був нагороджений трьома золотими медалями та орденом Святої Анни 3-го ступеня .
- У книзі «Бердянськ. Погляд через століття» стверджується, що Микола Степанович Кобозєв ніколи не носив офіційного звання спадкового почесного громадянина, а першою людиною, яка мала дане звання в Бердянську був Михайло Черняєв, який нібито отримав його в 1877 роц. Проте в описі 39 фонду 1343 РДІА (Справи про спадкове почесне громадянство 1830—1890 рр.), де є справа про присвоєння цього звання бердянському першої гільдії купцю Миколі Кобозєву, імені Черняєва немає. У Санкт-Петербурзьких сенатських оголошеннях про заборони на маєтки за 1861 рік є справа про «потомну почесну громадянку Кобозєву Ганну Іванівну», що заклала будинок у Бердянську[26] . Йдеться однозначно про дружину бердянського міського голови. За даними архіву РДІА брати Іван та Микола Степановичі Кобозєви отримали це звання в 1851[1] році.

## Пам'ять
Ім'я Миколи Кобозєва до 1921 року носила одна з вулиць м. Бердянка. 2007 року на його честь було встановлено пам'ятний знак.

## Цікаві факти
У 1830-ті роки в будинку тоді ще купця 3-ї гільдії Миколи Кобозєва в Бердянську гостював майбутній імператор великий князь Олександр Миколайович, а в 1866 — Костянтин Миколайович . Пізніше, син Олександра II, Микола, отаман всіх козацьких військ, будучи в Бердянську в 1863 році, проводив огляд військ саме навпроти будинку Миколи Кобозєва .
У 1881 році учасники Народної Волі вчинили замах на імператора Олександра II, внаслідок якого він загинув. Одним із організатором замаху був Юрій Богданович, що переховувався під прізвищем Кобозєв.
Серед знайомих Миколи Кобозєва був молодший брат Федора Достоєвського, Андрій, який часто гостював у нього в будинку .